# Langlaufen op de Olympische Winterspelen 1960
Langlaufen is een van de sporten die beoefend werden tijdens de Olympische Winterspelen 1960 in Squaw Valley.

## Heren

### 15 kilometer
| rang   | sporter(s)       | land | tijd    |
| ------ | ---------------- | ---- | ------- |
| Goud   | Håkon Brusveen   | NOR  | 51:55.5 |
| Zilver | Sixten Jernberg  | SWE  | 51:58.6 |
| Brons  | Veikko Hakulinen | FIN  | 52:03.0 |
| 4      | Gennadi Vaganov  | URS  | 52:18.0 |
| 4      | Einar Østby      | NOR  | 52:18.0 |
| 6      | Eero Mäntyranta  | FIN  | 52:40.6 |
| 7      | Janne Stefansson | SWE  | 52:41.0 |
| 8      | Rolf Rämgård     | SWE  | 52:47.3 |

### 30 kilometer
| rang   | sporter(s)         | land | tijd      |
| ------ | ------------------ | ---- | --------- |
| Goud   | Sixten Jernberg    | SWE  | 1:51:03.9 |
| Zilver | Rolf Rämgård       | SWE  | 1:51:16.9 |
| Brons  | Nikolai Anikin     | URS  | 1:52:28.2 |
| 4      | Gennadi Vaganov    | URS  | 1:52:49.2 |
| 5      | Lennart Larsson    | SWE  | 1:53:53.2 |
| 6      | Veikko Hakulinen   | FIN  | 1:54:02.0 |
| 7      | Toimo Alatalo      | FIN  | 1:54:06.5 |
| 8      | Aleksei Koeznetsov | URS  | 1:54:23.9 |

### 50 kilometer
| rang   | sporter(s)        | land | tijd      |
| ------ | ----------------- | ---- | --------- |
| Goud   | Kalevi Hämäläinen | FIN  | 2:59:06.3 |
| Zilver | Veikko Hakulinen  | FIN  | 2:59:26.7 |
| Brons  | Rolf Rämgård      | SWE  | 3:02:46.7 |
| 4      | Lennart Larsson   | SWE  | 3:03:27.9 |
| 5      | Sixten Jernberg   | SWE  | 3:05:18.0 |
| 6      | Pentti Pelkonen   | FIN  | 3:05:24.5 |
| 7      | Gennadi Vaganov   | URS  | 3:05:27.6 |
| 8      | Veikkio Räsänen   | FIN  | 3:06:04.4 |

### 4 x 10 kilometer Estafette
| rang   | sporter(s)                                                            | land | tijd      |
| ------ | --------------------------------------------------------------------- | ---- | --------- |
| Goud   | Toimi Alatalo Eero Mäntyranta Väinö Huhtala Veikko Hakulinen          | FIN  | 2:18:45.6 |
| Zilver | Harald Grønningen Hallgeir Brenden Einar Østby Håkon Brusveen         | NOR  | 2:18:46.4 |
| Brons  | Anatoli Sjeljukhin Gennadij Vaganov Aleksei Koeznetsov Nikolaj Anikin | URS  | 2:21:21.6 |
| 4      | Lars Olsson Janne Stefansson Lennart Larsson Sixten Jernberg          | SWE  | 2:21:31.8 |
| 5      | Giulio De Florian Giuseppe Steiner Pompeo Fattor Marcello De Dorigo   | ITA  | 2:22:32.5 |
| 6      | Andrzej Mateja Józef Rysula Józef Gut Misiaga Kazimierz Zelek         | POL  | 2:26:25.3 |
| 7      | Victor Arbez René Mandrillon Benoît Carrara Jean Mermet               | FRA  | 2:26:30.8 |
| 8      | Fritz Kocher Marcel Huguenin Lorenz Possa Alphonse Baume              | SUI  | 2:29:36.8 |

## Dames

### 10 kilometer
| rang   | sporter(s)         | land | tijd    |
| ------ | ------------------ | ---- | ------- |
| Goud   | Maria Goesakova    | URS  | 39:46.6 |
| Zilver | Ljoebov Baranova   | URS  | 40:04.2 |
| Brons  | Radja Jerosjina    | URS  | 40:06.0 |
| 4      | Alevtina Koltsjina | URS  | 40:12.6 |
| 5      | Sonja Ruthström    | SWE  | 40:35.5 |
| 6      | Toini Pöysti       | FIN  | 40:41.9 |
| 7      | Barbro Martinsson  | SWE  | 41:06.2 |
| 8      | Irma Johansson     | SWE  | 41:08.3 |

### 3 x 5 kilometer Estafette
| rang   | sporter(s)                                                 | land | tijd      |
| ------ | ---------------------------------------------------------- | ---- | --------- |
| Goud   | Irma Johansson Britt Strandberg Sonja Ruthström            | SWE  | 1:04:21.4 |
| Zilver | Radja Jerosjina Maria Goesakova Ljoebov Baranova           | URS  | 1:05:02.6 |
| Brons  | Siiri Rantanen Eeva Ruoppa Toini Pöysti                    | FIN  | 1:06:27.5 |
| 4      | Stefania Biegun Helena Gąsienica Daniel Józefa Czerniawska | POL  | 1:07:24.6 |
| 5      | Rita Czech-Blasl Renate Borges Sonnhilde Kallus            | EUA  | 1:09:25.7 |

## Medaillespiegel
| rang | land        | goud | zilver | brons | totaal |
| ---- | ----------- | ---- | ------ | ----- | ------ |
| 1    | Zweden      | 2    | 2      | 1     | 5      |
| 2    | Finland     | 2    | 1      | 2     | 5      |
| 3    | Sovjet-Unie | 1    | 2      | 3     | 6      |
| 4    | Noorwegen   | 1    | 1      | 0     | 2      |
|      |             | 6    | 6      | 6     | 18     |